# 奥尔泰扎诺
奥尔泰扎诺（義大利語：Ortezzano），是意大利费尔莫省的一个市镇。总面积6.99平方公里，人口838人，人口密度119.9人/平方公里（2009年）。ISTAT代码为044055。